# Cultura del caballo en las tribus nativas de Estados Unidos

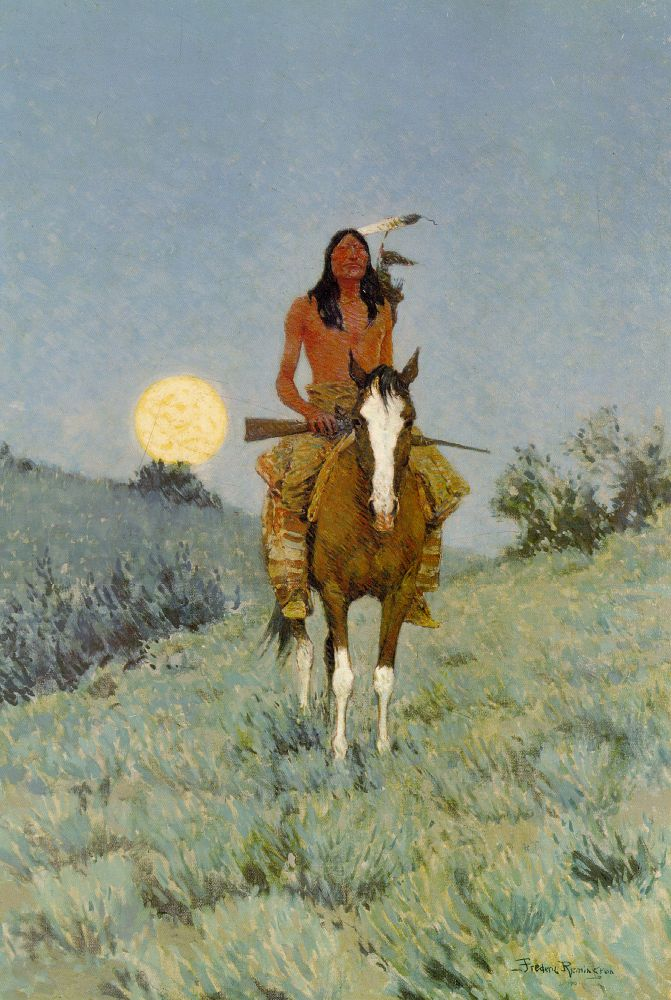
The Outlier (1909), Frederic Remington.

Se conoce como cultura del caballo en las tribus nativas de Estados Unidos  al estilo de vida desarrollado por los amerindios de las grandes llanuras tras la introducción del caballo en sus actividades cotidianas, aproximadamente desde el siglo XVII hasta mediados del siglo XIX. La crianza de este animal indujo cambios significativos en sus hábitos de cacería, movilización y bélicos.
Los grupos étnicos que adoptaron a este animal incluían a los siux, pies negros, crows, cheyenes, arapajós, kiowas y comanches.

## Antecedentes
En el territorio norteamericano existieron caballos prehistóricos, los cuales se extinguieron hace diez mil años. La historia del caballo en América volvió a comenzar con la orden de los Reyes Católicos de enviar al Nuevo Mundo veinte caballos y cinco yeguas desde España. Estos caballos llegaron a América en el segundo viaje de Cristóbal Colón. Los caballos llegaron desde Cuba con Hernán Cortés a Nueva España. Los caballos que poblaron la llanura norteamericana llegaron desde México con la expedición de Juan de Oñate.
Antes de la llegada de los pioneros al oeste de los Estados Unidos, las Grandes Llanuras estuvieron pobladas por diferentes etnias amerindias que vivían de la caza y agricultura. Enormes manadas de bisontes cruzaban las extensiones y de ellas se beneficiaban estas poblaciones movilizando sus villas dos veces al año para la caza de estos animales. Lo hacían al comenzar el verano, antes de iniciar el cultivo, y después del otoño, cuando la cosecha era recogida. Un método usual era espantarlos (por medio de hombres o perros) hacia un precipicio desde el cual las bestias caían muertas o lesionadas. Durante estas migraciones los nativos vivían en sus tipis, habitaciones fáciles de trasladar.
La adopción del caballo en las actividades diarias de estos pueblos se produjo poco a poco. Durante la presencia de los españoles en la zona de Nuevo México eran muchos los rancheros que poseían este animal. A los nativos les estaba prohibido montarlos y poseerlos, pero algunos aprendieron a convivir con ellos. Desde el siglo XVII diversos conflictos provocaron su adquisición, al mismo tiempo que franceses e ingleses traficaban armas a cambio de pieles. Es probable que los utes llevaran consigo estos animales cuando abandonaban a sus patrones españoles con rumbo a Nuevo México. Con el tiempo esta etnia se convertiría en un importante pueblo de la zona de la Gran Cuenca. También los taos se llevaron consigo caballos a la zona de Kansas, desde donde se extendieron a los comanches, wichita, kiowa y otras etnias. Con motivo de la Rebelión Pueblo de 1680 muchos caballos fueron dejados a disposición de los nativos.
Particularmente los comanches serían considerados entre los más destacados jinetes. Un dicho en Texas era: 

El hombre blanco anda en el mustang hasta cansarlo, el mexicano lo jineteará uno que otro día hasta que considere que esté agotado, el comanche lo llevará consigo a cualquier lugar que vaya.

## Expansión del caballo

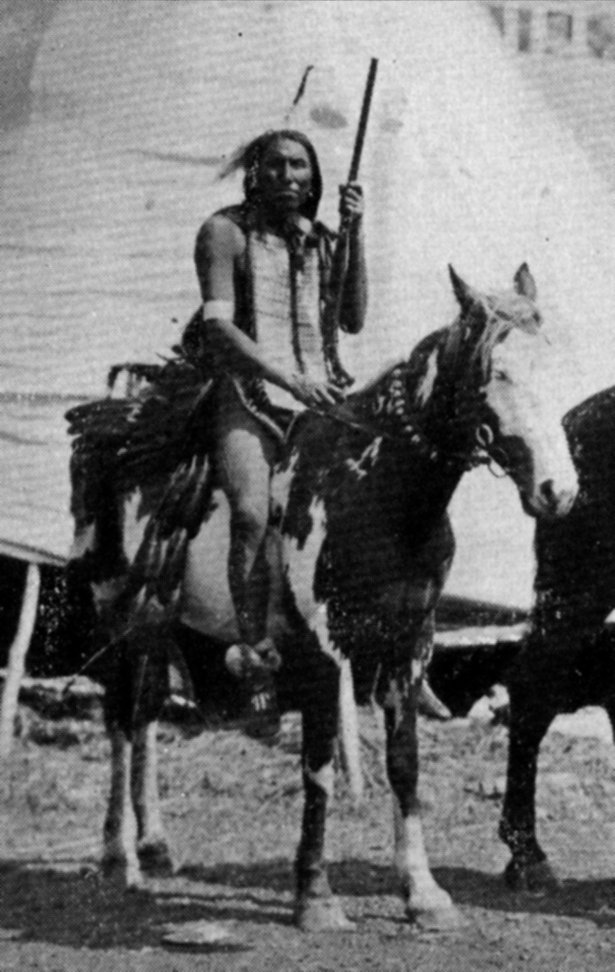
Jefe sioux Lone Elk.

A mediados del siglo XVII grupos de dakota —conocidos después como assiniboine en las Montañas Rocosas y sioux en las llanuras— se escindieron de otras tribus en Minnesota y emigraron a las Grandes Llanuras, y empezaron a adoptar el caballo en la cacería del bisonte. Para 1760 todas las tribus de esta zona habían adquirido el caballo. El comercio con los traficantes de pieles desde el este también favoreció la obtención del animal. Otras maneras de apropiación fueron por las guerras e incursiones bélicas en otros poblados.  
Con los caballos (llamados usualmente por los amerindios ponies), los cazadores podían obtener el doble de lo que usualmente obtenían a pie. A medida que esto se fue popularizando algunas etnias abandonaron sus hábitos sedentarios y se volvieron nómadas. La importancia de cazar el bisonte se debía a que proveía de importantes materias primas: carne, cuero para vestidos, cuernos y huesos para diversos utensilios, y excrementos resecos para combustible. Aunque existe la creencia generalizada de que los amerindios usaban rifles para la caza, estos se usaban raramente, pues se prefería la lanza,  el arco y flecha; hasta que llegó a sus manos el rifle recargable por detrás del cañón. El caballo usado para esta actividad era llamado Buffalo Horse, el cual era resguardado por sus propietarios; arrebatar uno de éstos durante un conflicto investía de honor.
Aunque la llegada del caballo indujo cambios en el estilo de vida de las etnias, esta no cambió sustancialmente, pues las mismas actividades ancestrales eran realizadas, con la diferencia que en ese momento fueron simplificadas con el manejo del equino. Su propiedad era signo de prestigio y de poder dentro de una tribu, también facilitaba el número de mujeres alrededor del dueño. A la vez, algunas cantidades eran prestadas a otros pueblos vecinos para la caza del búfalo como signo de generosidad.  
Con la irrupción de los colonos desde el este invadiendo los territorios amerindios, estos quedaron en medio de diversos conflictos a lo largo y ancho del territorio perdiendo sus posesiones, entre ellas los caballos. A finales del siglo XIX muchos nativos fueron confinados en reservas.  
La relación entre los nativos y este animal se convirtió en parte del romanticismo del viejo oeste estadounidense por medio de pinturas, películas y libros.

## Sudamérica
Se puede decir que se generó otra cultura en torno al caballo y se produjo paradójicamente en el otro extremo del Continente Americano, es el caso de charrúas (en Uruguay), pueblos mapuches (en Argentina y Chile), tehuelches (en Chile y Argentina) y otros pueblos de las Pampas y Patagonia. Estos pueblos adoptaron al caballo y lo introdujeron en su cultura destacándolos por ser diestros jinetes, el cual también transformó sus métodos de caza, comercio, vestimentas y vivienda, les permitió expandirse a otros territorios, así como un importante elemento en asuntos bélicos.

## Galería de imágenes

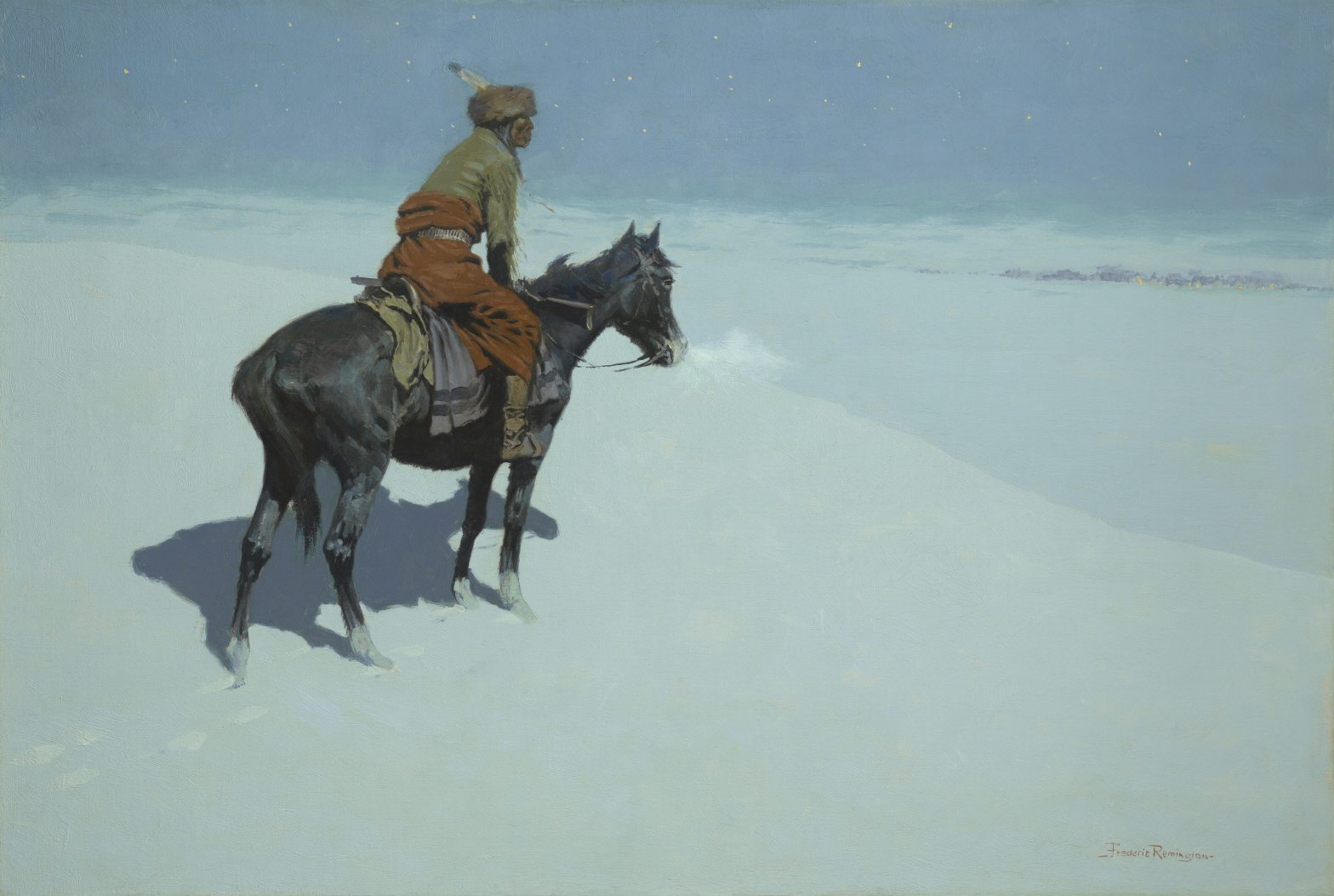
The Scout, Friends or Foes, Frederic Remington.
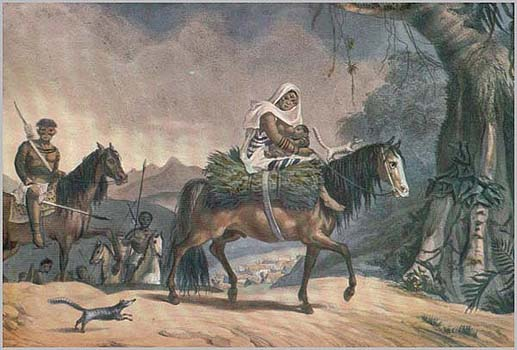
A family of Native Americans, Jean Baptiste Debret.
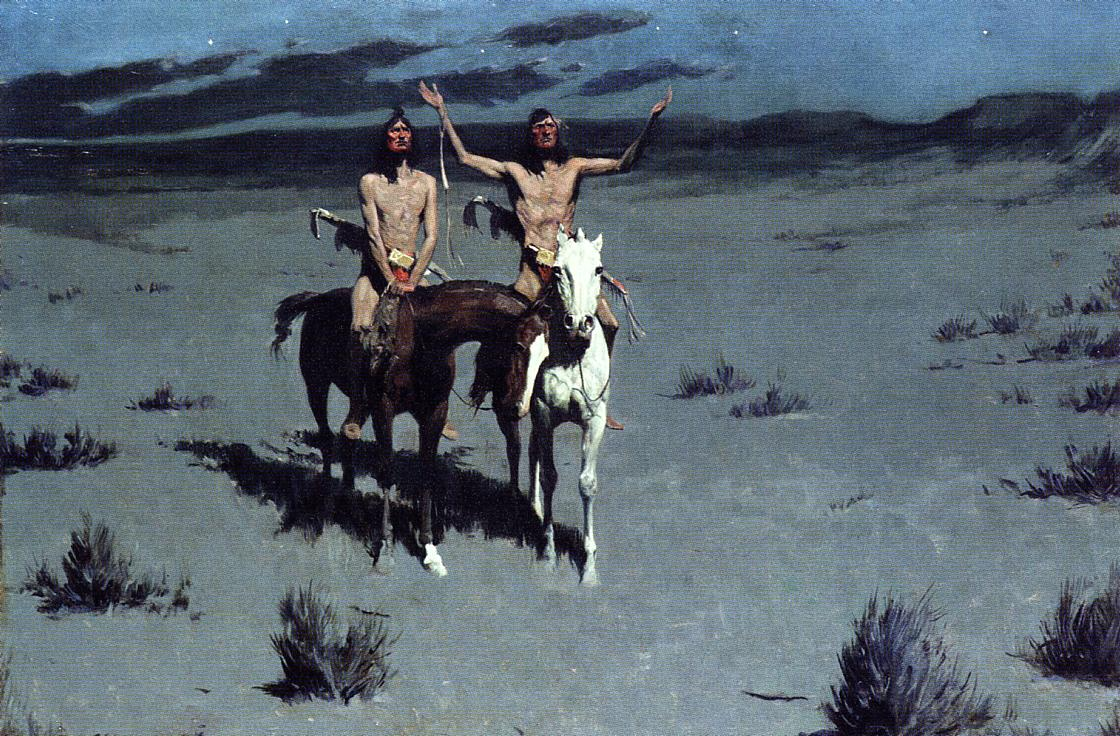
Pretty Mother of the Night..., Frederic Remington.
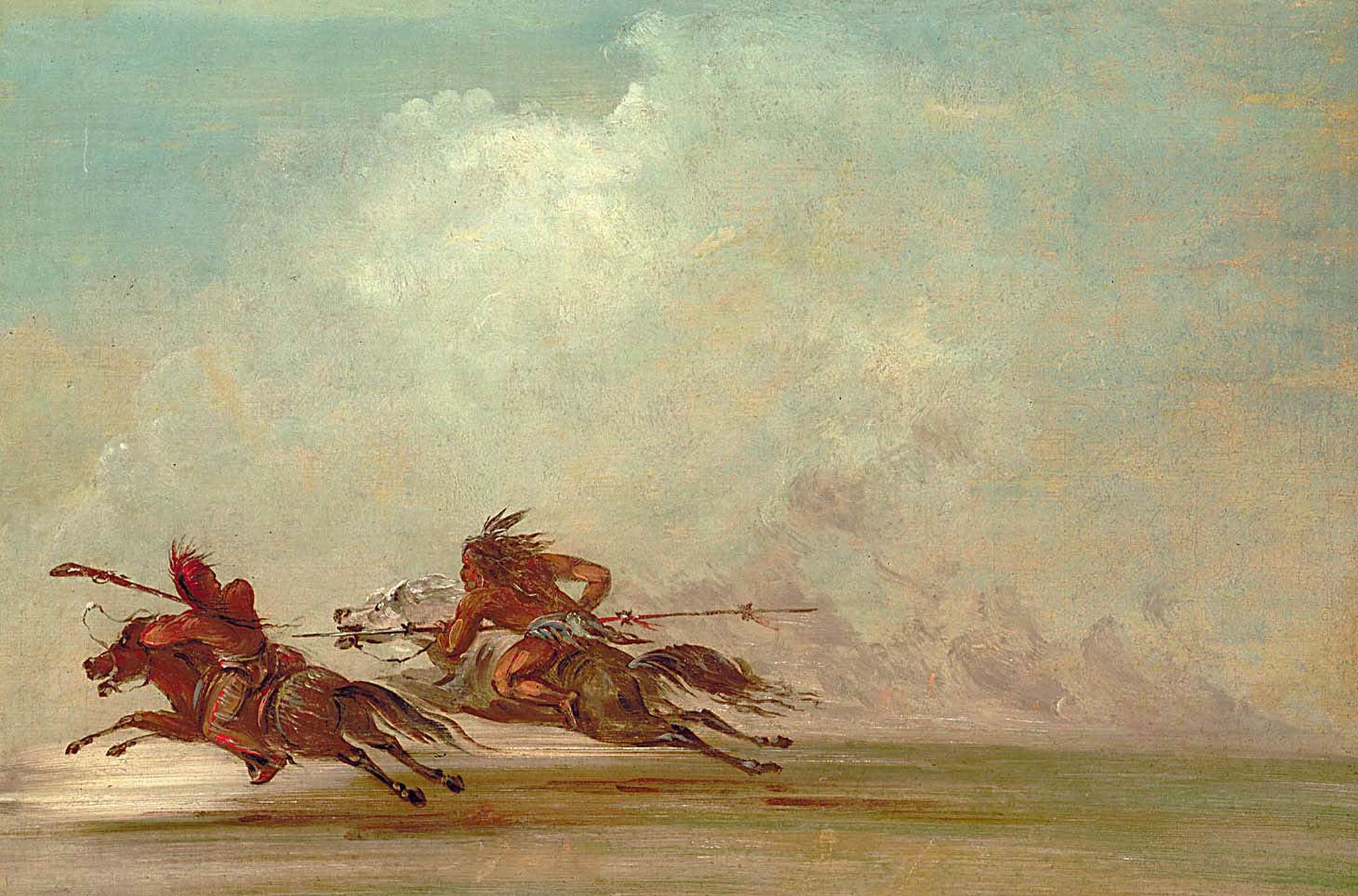
Comanche Osage fight, George Catlin.
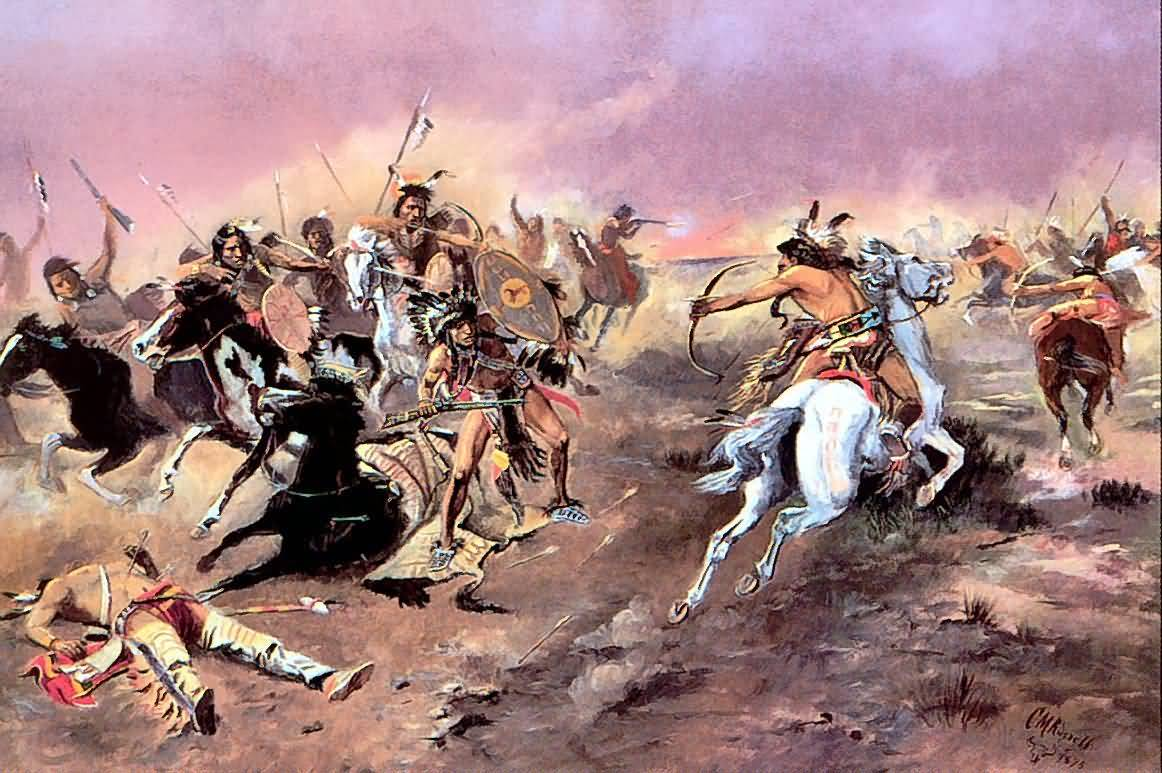
For Supremacy, Charles Marion Russell.
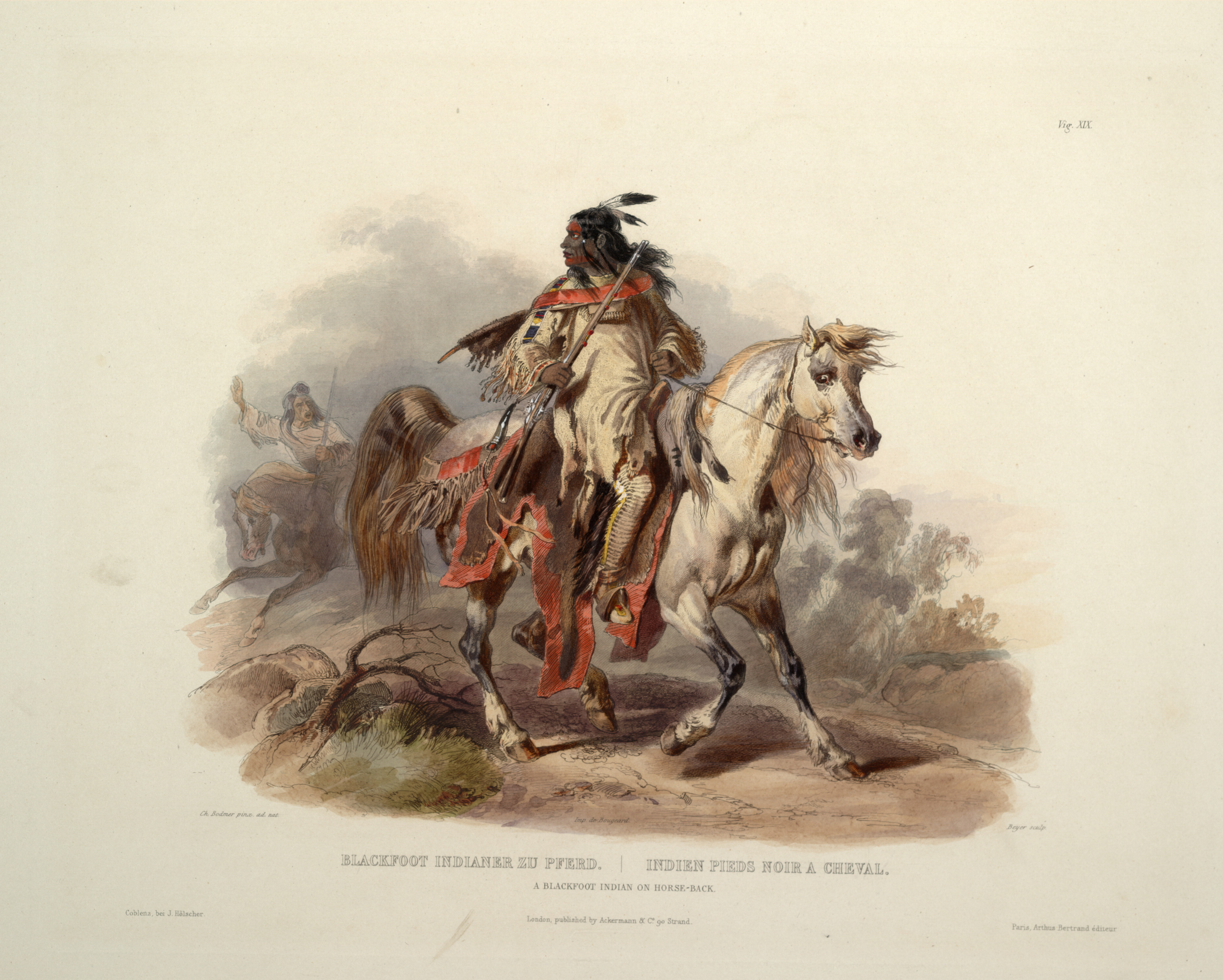
A Blackfoot Indian on horseback, Karl Bodmer.
The Last of the Buffalo, Albert Bierstadt.
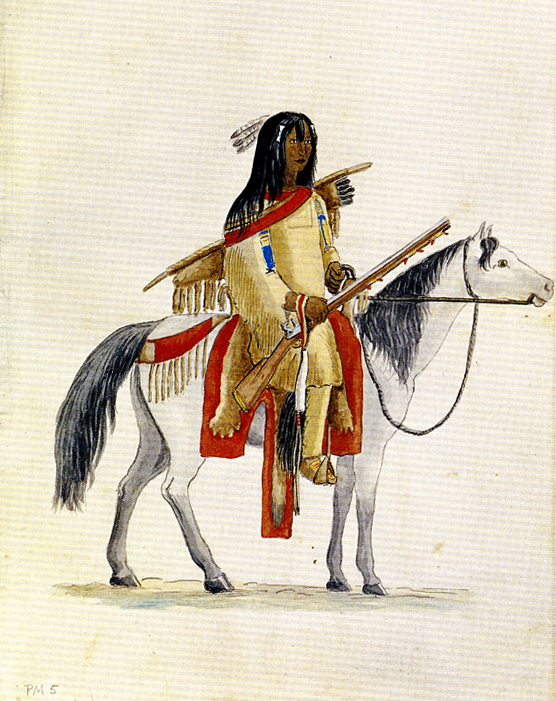
Indian on horseback, Maximilian zu Wied-Neuwied.
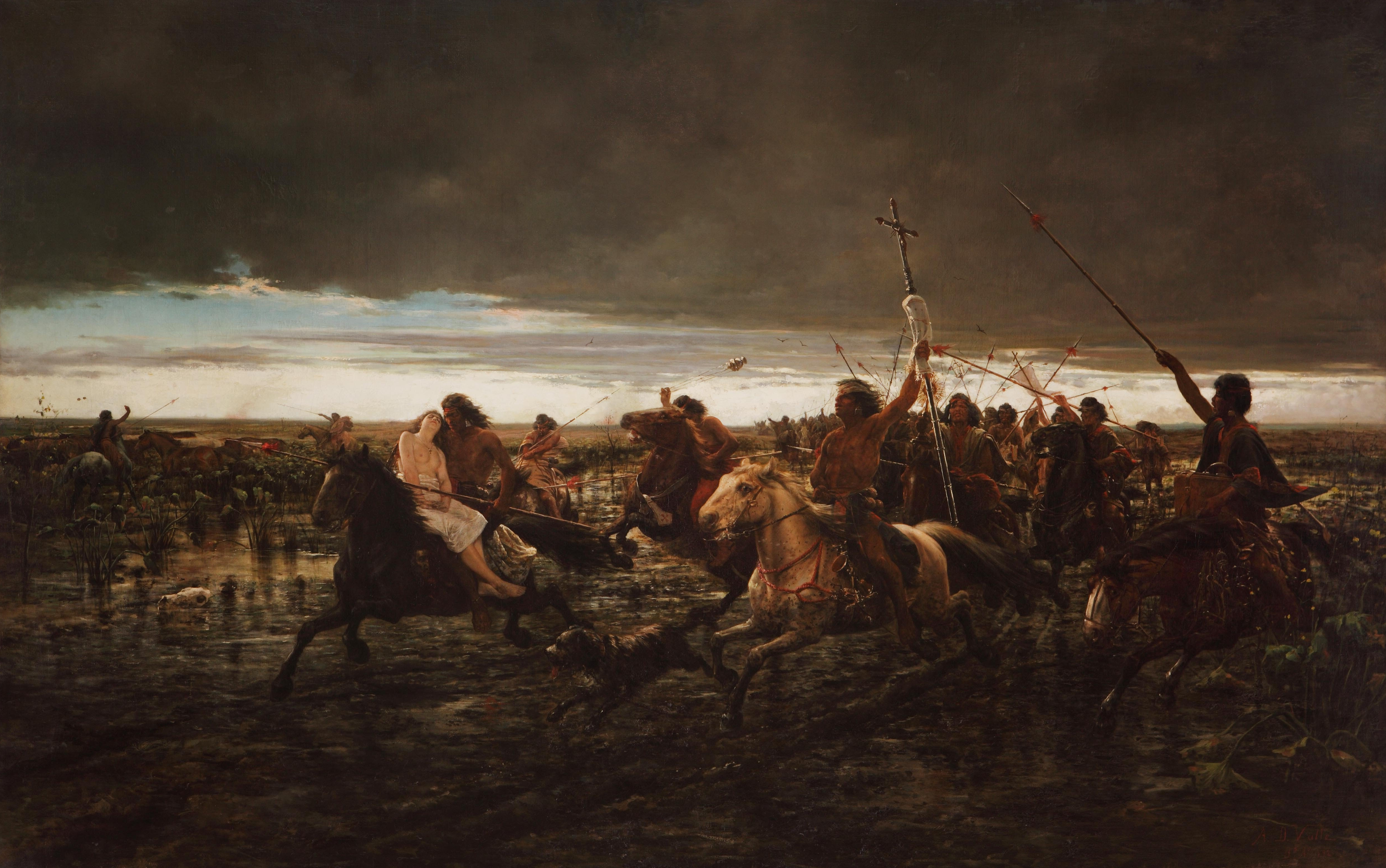
La vuelta del malón, Ángel Della Valle
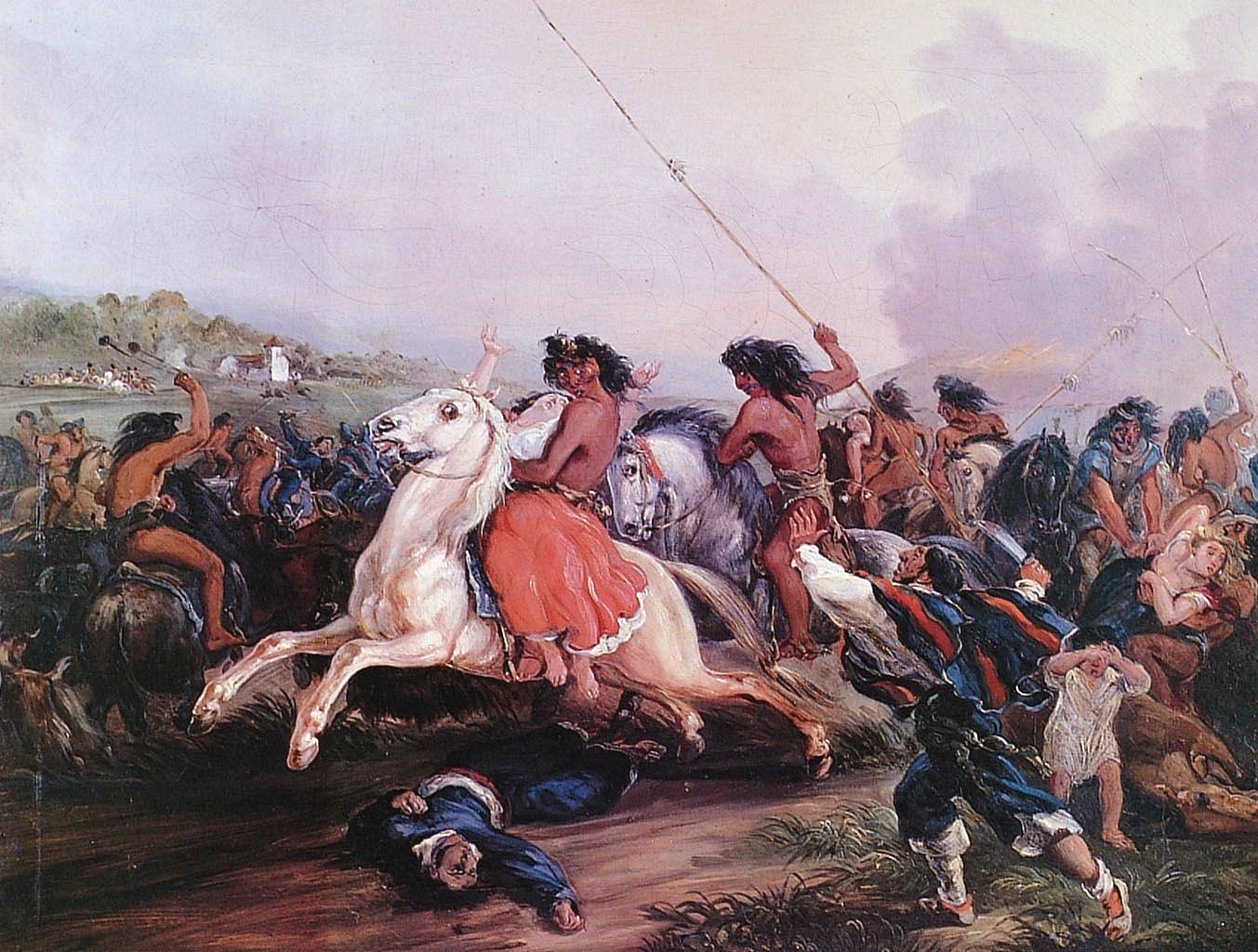
El Malón, Mauricio Rugendas